# جوليان تشارلز
جوليان تشارلز رولاند هنت (بالإنجليزية: Julian Charles Roland Hunt)‏ (ولد في 5 سبتمبر 1941) وهو عالم أرصاد بريطاني.
كان المدير العام والرئيس التنفيذي لمكتب الأرصاد الجوية البريطاني في الفترة من 1992 إلى 1997. كما كان الزعيم في مجموعة العمل في مجلس مدينة كامبردج في 1970s.

## حياته
عمل جوليان أستاذاً للنمذجة المناخية في قسم الفضاء والفيزياء المناخية ودائرة علوم الأرض في كلية لندن الجامعية.
تلقى تعليمه في مدرسة وستمنستر وذهب لدراسة العلوم الميكانيكية في كلية الثالوث (كامبريدج) وحصل على درجة الشرف في الهيدروديناميكا المغناطيسية في عام 1963. في عام 1967 حصل على درجة الدكتوراه من كامبريدج. في عام 1989، انتخب زميلا للجمعية الملكية.
يعتبر جوليان ابن أخ عالم الأرصاد الجوي الشهير لويس فراي ريتشاردسون.

## مكتب الأرصاد الجوية
وقد تبع السير جون هاوتون منصب المدير العام والرئيس التنفيذي لمكتب الأرصاد الجوية في عام 1992 وانتخب في اللجنة التنفيذية في المنظمة العالمية للأرصاد الجوية في عام 1997 غادر مكتب الأرصاد الجوية وحل محله بيتر إيوينز.
في السنوات الأخيرة حذر من أن نمط الرياح الموسمية الآسيوية يمكن أن يتغير جوهريا ما لم يكن هناك جهد متضافر لفحص انبعاثات الغازات الدفيئة في المنطقة. وهو رئيس شركة كامبريدج للبحوث البيئية للاستشارات المحدودة.